# Ammeldingen an der Our
Ammeldingen an der Our település Németországban, Rajna-vidék-Pfalz tartományban. Lakosainak száma 21 fő (2023. december 31.).

## Népesség
A település népességének változása:
| Lakosok száma | 14   | 23   | 23   | 19   | 21   | 21   |
|               | 1975 | 2017 | 2019 | 2021 | 2022 | 2023 |